# Kollanda
Kollanda är en bebyggelse i Ale kommun, Västra Götalands län, belägen i Kilanda socken. SCB avgränsar här en småort.